# Haughton, Northumberland
Haughton var en civil parish 1866–1955 när det uppgick i Humshaugh och Simonburn, i grevskapet Northumberland i England. Civil parish var belägen 9 km från Hexham och hade 65 invånare år 1951.